# Nasty Baby
Nasty Baby è un film del 2015 scritto e diretto da Sebastián Silva.
Il film è stato presentato in anteprima al Sundance Film Festival 2015 e al Festival di Berlino, dove ha vinto il Teddy Award come miglior film a tematica LGBT.

## Trama
Freddy, un artista di Brooklyn, e il suo compagno Mo stanno cercando di avere un bambino con l'aiuto della loro amica Polly. Mo, da sempre titubante sulla paternità, si ritrova ad affrontare la responsabilità di essere il donatore, dopo gli scarsi risultati del seme di Freddy. Le complicazioni legate all'inseminazione artificiale generano ansie e tensioni nei tre. Le tensioni aumentano anche per l'ostilità del quartiere, specie il loro vicino mentalmente disturbato, soprannominato Il Vescovo, che si dimostra estremamente aggressivo.

## Distribuzione
Il film è stato presentato il 24 gennaio 2015 al Sundance Film Festival nella sezione "NEXT". L'8 febbraio 2015 è stato presentato nella sezione "Panorama" al 65º Festival di Berlino.

## Premi
- 2015 - Festival internazionale del cinema di Berlino
  - Teddy Award per il miglior film